# Arkadiusz Rygielski
Arkadiusz Rygielski pseudonim Rygiel (ur. 19 sierpnia 1978 roku w Bydgoszczy), to polski gitarzysta. Jest byłym członkiem zespołu Amaranth. Występował gościnnie w zespołach Miecz Wikinga oraz Butelka. W roku 2000 dołączył do Chainsaw.
Należy do sekcji basów Chóru Collegium Medicum Uniwersytetu Mikołaja Kopernika.

## Sprzęt
- gitara: ESP LTD VIPER 500
- gitara: Jackson DXMG
- wzmacniacz: Peavey Triple XXX Head
- kolumna: Peavey 412JS
- efekty: LINE6 Pod 2.0
- struny: Ernie Ball

## Dyskografia
- 2000 Chainsaw - Chainsaw demo /CD/
- 2002 Chainsaw - Electric Wizards 2002/2004 – Shark Rec./Metal Mind
- 2005 Chainsaw - The Journey into the Heart of Darkness – Empire Rec
- 2006 Chainsaw - A Sin Act – Empire Rec
- 2008 Chainsaw - Acoustic Strings Quartet - Oskar
- 2009 Chainsaw - Evilution
- 2013 Chainsaw - War of Words